# Milana Terloeva
Milana Terloeva, pseudonimo di Milana Zajdinovna Bachaeva (in russo Милана Зайдиновна Бахаева?; Orechovo, 30 dicembre 1979), è una scrittrice e giornalista russa di etnia cecena, autrice del best seller Ho danzato sulle rovine, autobiografia scritta in francese e tradotta in varie lingue.

## Biografia
Milana è nata nel villaggio di Orechovo, sessanta chilometri ad est dalla capitale cecena Groznyj e vicino al confine con l'Inguscezia, ha vissuto coi genitori e la nonna, una sopravvissuta alle deportazioni di ceceni del 1944. Durante la sua infanzia, negli anni dell'Unione Sovietica, la famiglia viveva una vita relativamente tranquilla: furono però travolti dalla dilagante criminalità conseguente al crollo del regime comunista: suo padre fu assassinato nel gennaio del 1993 e il suo cadavere fu lasciato di fronte alla porta di casa. Al principio della prima guerra cecena, nel dicembre del 1994, la famiglia trova rifugio nella cantina. All'aggravarsi della situazione Milana e i suoi raggiungono Groznyj, anch'essa ormai caduta in rovina. Quando la famiglia torna al proprio villaggio alla fine della guerra, nel 1996, scopre che gran parte dei loro beni è stata trafugata, mentre le case portano ancora i segni del passaggio dei soldati russi.
Come molte centinaia di migliaia di rifugiati, allo scoppio della seconda guerra cecena, Milana con la famiglia cerca asilo in Inguscezia. Ritorna a Groznyj sei mesi dopo, e si immatricola nella devastata università di Groznyj, studia francese, sogna di continuare i suoi studi in Europa e diventare giornalista per poter rendere giustizia con l'informazione alle vittime del suo popolo. Nel 1997 Aslan Maschadov aveva rivolto un appello ai paesi occidentali affinché accogliessero nelle proprie università i giovani ceceni, per dare una ventata d'aria liberale alla cultura dei potenziali futuri leader di un paese distrutto dalla guerra. L'appello rimase inascoltato e solo alcune scuole coraniche saudite e pakistane accolsero studenti ceceni. Nel 2003 però degli studenti francesi contrari alle guerre in Cecenia fondano l'associazione Etudes Sans Frontières, allo scopo di venire incontro agli studenti ceceni e assicurare loro un'istruzione superiore in Francia: nel settembre di quell'anno otto studenti ceceni raggiungono Parigi, tra cui Milana.
Da studentessa dell'Istituto di studi politici di Parigi eccelse tra i suoi colleghi terminando il corso di studi nel 2006, laureandosi in giornalismo e risultando seconda tra tutti quelli del suo corso. Nell'agosto 2004 ha lavorato per il quotidiano Le Monde e per Courrier International. La scomparsa giornalista Anna Politkovskaja era sua amica. Hachette Livre, la più grande casa editrice francese, la contattò per proporle di scrivere della sua esperienza durante le guerre cecene, quindi ha scritto la sua autobiografia, Danser sur les ruines. Une jeunesse tchétchène (Ho danzato sulle rovine). Il libro descrive i raid nei quali caddero vittime o prigionieri molti membri della sua famiglia e amici, il suo viaggio da Groznyj a Parigi e la sua vita da studentessa all'università. Per ironia della sorte, a una settimana dal lancio del libro il presidente francese Jacques Chirac fregia il presidente russo Vladimir Putin della Gran Croce della legion d'onore, uno dei più alti riconoscimenti francesi. Nonostante le numerose offerte di lavoro a Parigi, Milana decide di tornare a Groznyj per aprire un giornale indipendente, proposito ostacolato dalla censura e dalle minacce di morte ricevute. Attualmente lavora per aprire un centro culturale europeo in Cecenia e sta scrivendo il suo secondo libro, sulle donne cecene. Milana parla ceceno, francese, inglese e russo, ed è capace di leggere l'arabo.